# Natal'ja Baranova
Natal'ja Ivanovna Masalkina, coniugata Baranova (in russo Наталья Ивановна Масалкина-Баранова?; Krivošeino, 25 febbraio 1975), è un'ex fondista russa, vincitrice di medaglie olimpiche e iridate.

## Biografia
In Coppa del Mondo ottenne il primo risultato di rilievo il 14 gennaio 1995 a Nové Město na Moravě (12ª), il primo podio il 12 febbraio successivo a Oslo (3ª) e la prima vittoria il 14 marzo 1999 a Falun.
In carriera prese parte a un'edizione dei Giochi olimpici invernali, Torino 2006 (16ª nella 10 km, 1ª nella staffetta), e a due dei Campionati mondiali, vincendo due medaglie. Avrebbe dovuto partecipare anche ai XIX Giochi olimpici invernali di Salt Lake City 2002, ma due giorni prima dell'inizio della gara fu resa nota la positività a un controllo anti-doping: l'atleta aveva assunto EPO e quindi fu squalificata. Tornò alle gare a fine 2004.

## Palmarès

### Olimpiadi
- 1 medaglia:
  - 1 oro (staffetta a Torino 2006)

### Mondiali
- 2 medaglie:
  - 1 argento (staffetta a Oberstdorf 2005)
  - 1 bronzo (30 km a Oberstdorf 2005)

### Mondiali juniores
- 2 medaglie:
  - 1 oro (5 km a Gällivare 1995)
  - 1 bronzo (15 km a Gällivare 1995)

### Coppa del Mondo
- Miglior piazzamento in classifica generale: 9ª nel 2005
- 15 podi (3 individuali, 12 a squadre[2]):
  - 3 vittorie (a squadre)
  - 2 secondi posti (a squadre)
  - 10 terzi posti (3 individuali, 7 a squadre)

#### Coppa del Mondo - vittorie
| Data             | Località      | Nazione   | Spec.                                                              |
| ---------------- | ------------- | --------- | ------------------------------------------------------------------ |
| 14 marzo 1999    | Falun         | Svezia    | 4x5 km (con Svetlana Nagejkina, Julija Čepalova e Larisa Lazutina) |
| 27 novembre 2001 | Kuopio        | Finlandia | 4x5 km (con Ol'ga Danilova, Nina Gavryljuk e Julija Čepalova)      |
| 12 dicembre 2004 | Val di Fiemme | Italia    | 4x5 km (con Larisa Kurkina, Evgenija Medvedeva e Julija Čepalova)  |